# McLennan
McLennan es un pueblo canadiense situado en la provincia de Alberta.

## Superficie
McLennan tiene una superficie de 3,58 km².

## Demografía
En 2021, tenía 695 habitantes, una densidad poblacional de 194,3 hab./km², y 322 viviendas.